# مبرهنة الفراشة

مبرهنة الفراشة

في الهندسة الإقليدية، مبرهنة الفراشة هي مبرهنة رياضية تنص ما يلي:
النقطة M هي منتصف الوتر PQ في دائرة، والذي يرسم منها وترين آخرين AB وCD، المستقيم AD وBC يقطعان الوتر PQ في X وY على الترتيب. تكون النقطة M هي منتصف القطعة المستقيمة XY.